# Добжанково
Добжанково, также Добржанково (пол. Dobrzankowo) — деревня в Польше. Административно относится к сельской гмине Пшасныш в Пшаснышском повете в Мазовецком воеводстве. Расположена в 7 км к юго-востоку от города Пшасныш и в 86 км к северу от Варшавы.

## Бой у деревни Добржанково

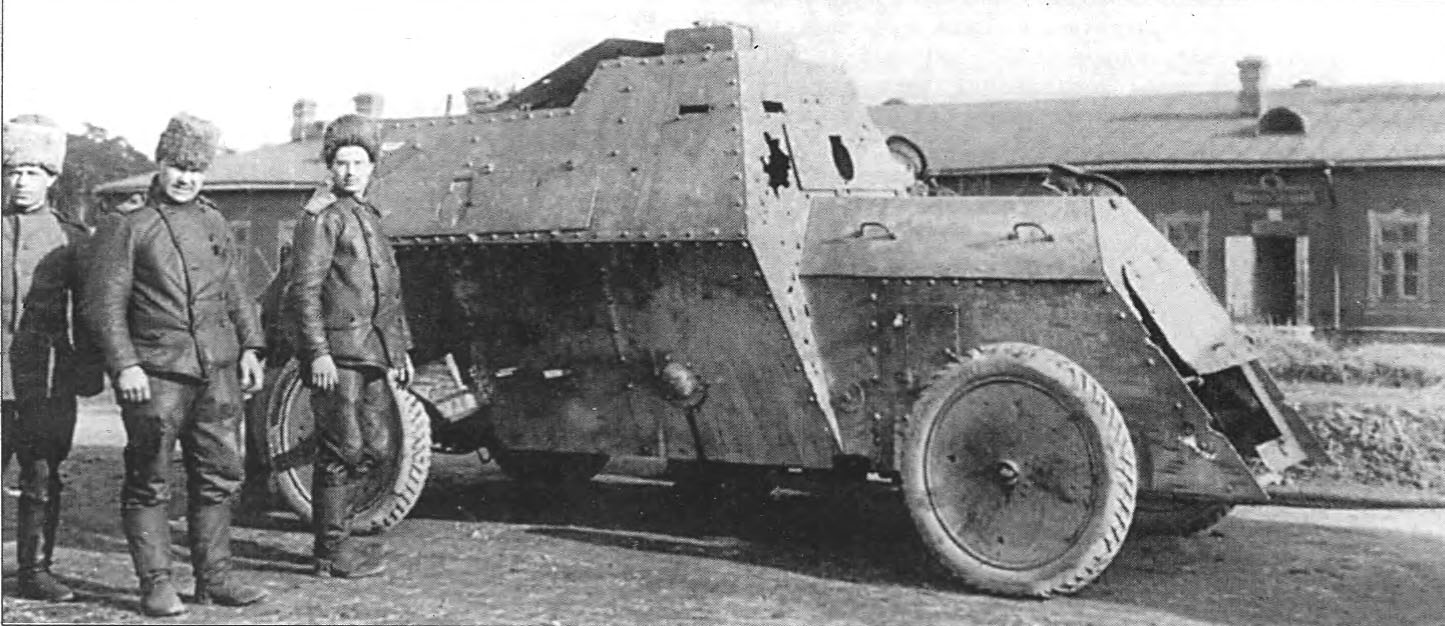
Бронеавтомобиль «Руссо-Балт тип С» № 7 1-й автопулемётной роты, повреждённый в бою под Добржанково а. На этой машине был убит штабс-капитан П. В. Гурдов

В ночь с 12 на 13 (26) февраля 1915 года в ходе Праснышской операции Первой мировой войны деревню атаковал российский отряд 1-й автомобильной пулемётной роты из четырёх бронеавтомобилей «Руссо-Балт тип С» (1 и 4-й взводы) и небронированного английского трёхтонного грузовика «Олдейс» с 37-мм автоматической пушкой Максима-Норденфельда. Отряд приблизился к деревне, оставив один бронеавтомобиль и пехоту в резерве, и атаковал укреплённые позиции немцев. Затем находившийся в резерве бронеавтомобиль выдвинулся и вместе с другим единственным оставшимся на ходу бронеавтомобилем ворвался в деревню и занял два моста, отрезав пути к отступлению, в результате подошедшим частям 2 и 3-го Сибирских стрелковых полков 1-й Сибирской стрелковой дивизии в плен сдались до 500 немцев. В бою все четыре бронеавтомобиля были повреждены, грузовик с автопушкой сгорел, экипажи боевых машин потеряли 8 человек убитыми и умершими от ран, 9 ранеными.